# Alice Mary Robertson
Alice Mary Robertson (2 de enero de 1854 - 1 de julio de 1931) fue una educadora, trabajadora social, funcionaria gubernamental y política estadounidense que se convirtió en la segunda mujer en servir en el Congreso de los Estados Unidos y la primera en el estado de Oklahoma. Robertson fue la primera en derrotar a un congresista titular. Era conocida por su fuerte personalidad, su compromiso con los temas de los nativos americanos y su postura antifeminista.
Hasta la elección de Mary Fallin en el 2006, Robertson fue la única mujer elegida de Oklahoma para el Congreso.

## Educación
Robertson nació en la Misión de Tullahassee en Creek Nation, Territorio indio, de padres misioneros Ann Eliza y William Schenck Robertson. Su abuelo materno era Samuel Worcester, misionero también de los cheroquis. En 1860 en el censo United States Census muestra a la familia que ubicada en Creek Nation, Indian Lands, Arkansas. Sus padres tradujeron muchas obras al idioma maskoki, incluida la Biblia. En los primeros años de su vida, Mary Alice Robertson fue autodidacta bajo la supervisión de sus padres. Asistió a Elmira College, en Elmira, Nueva York.

## Carrera
Robertson comenzó a trabajar como empleada en la Oficina de Asuntos Indios (BIA) en Washington D. C. (1873 a 1879). Ella regresó al Territorio indio y enseñó brevemente en la escuela en Tullahassee. Más tarde ella enseñó en la Carlisle Indian Industrial School, Pensilvania desde 1880 hasta 1882. Fue el modelo para internados indios en todo el país.
Regresó al Territorio indio y estableció la Misión Nuyaka. Fue dirigido por presbiterianos que informaron al Consejo Creek. Ella enseñó en Okmulgee (Oklahoma), donde estaba a cargo de un internado presbiteriano para niñas nativas americanas. Eventualmente se convirtió en Henry Kendall College y luego en la Universidad de Tulsa. fue nombrada como la primera supervisora gubernamental de las escuelas de Indian Creek, y ocupó el cargo de 1900 a 1905. Luego fue nombrada por el presidente Theodore Roosevelt como jefe de correos de los Estados Unidos de Muskogee, Oklahoma, permaneció allí del 1905 al 1913. Fue la primera mujer posmaestra del país de una oficina de correos de Clase A.
Robertson fue la segunda mujer en ocupar un escaño en el Congreso, después de la representante Jeannette Rankin de Montana, que estuvo desde 1917 hasta 1919. Antes de la expiración de su mandato, Rebecca Latimer Felton fue nombrada por un día para el Senado, y las representantes Winnifred Huck de Illinois y Mae Nolan de California ambas ganaron elecciones especiales; ellas fueron las 3.as, 4.as y 5.ass mujeres en ocupar escaños en el Congreso. Durante su mandato, Robertson se convirtió en la primera mujer en presidir la Cámara de Representantes, el 20 de julio de 1921. Robertson fue elegida para el Congreso después de la aprobación de la Decimonovena Enmienda a la Constitución de los Estados Unidos que garantizaba a las mujeres el derecho al voto. Se opuso a grupos feministas como la Liga de Mujeres Electas y el Partido Nacional de la mujer. Robertson votó en contra de los proyectos de ley que financian la maternidad y el cuidado de los niños sobre la base de que eran una intrusión gubernamental injustificada en los derechos personales. Esto le valió el apoyo de las Hijas de la Revolución Americana, de la cual ella era miembro. Ella también votó en contra del proyecto Dyer Anti-Lynching Bill. Murió en Muskogee, y fue enterrada en el cementerio de Greenhill. Un edificio dormitorio de la Universidad de Ciencias y Artes de Oklahoma, fue nombrado en su honor.